# Hans Surén

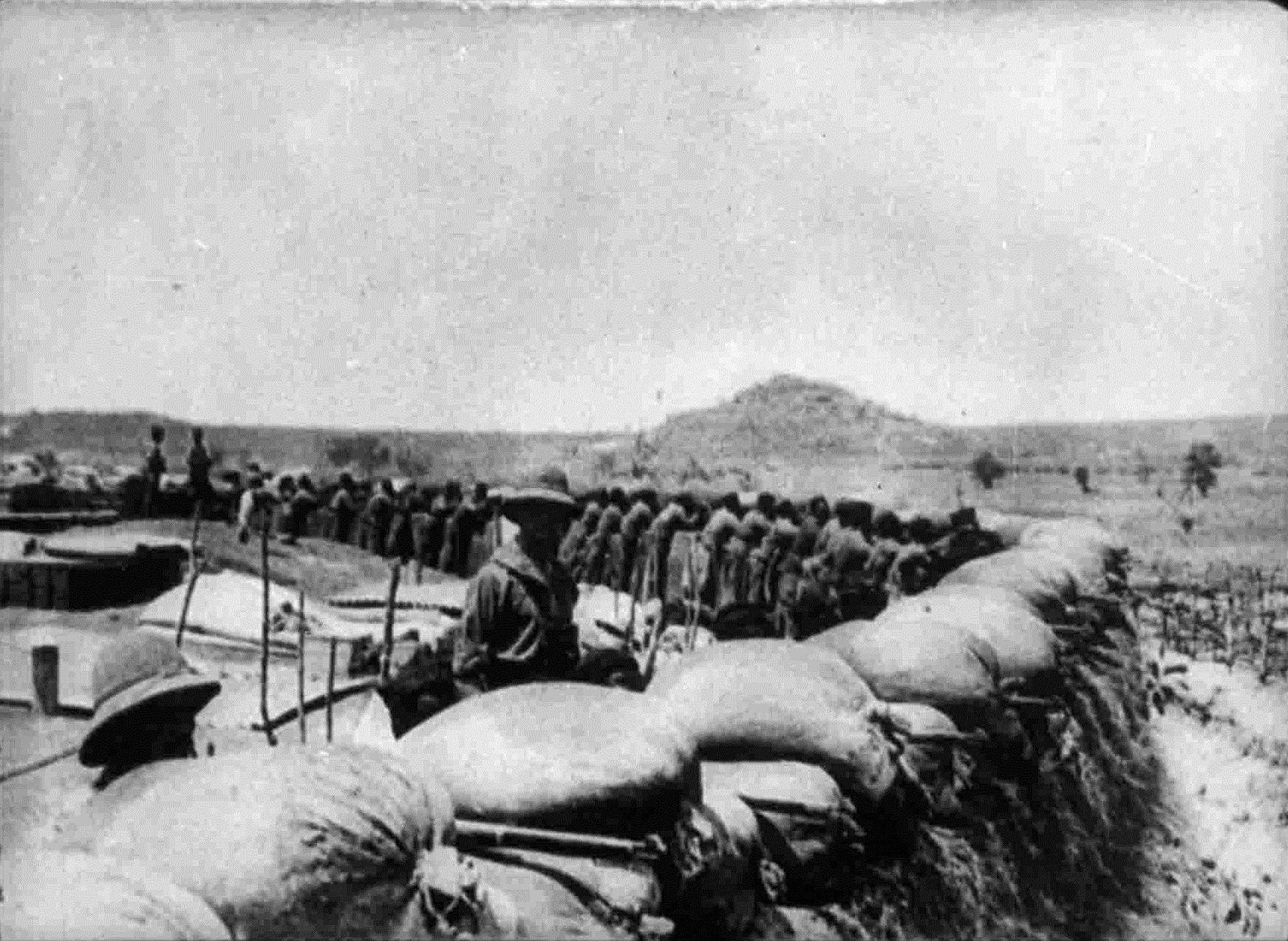
Tyska trupper vid befästningarna intill Garoua under fälttåget i Kamerun 1914-1916. Foto Hans Surén.

Hans Surén, född 10 juni 1885 i Berlin, död 17 februari 1972 i Berlin var en tysk officer, gymnast och författare.

## Biografi
Som son till en officer i tyska generalstaben var hans officersbana tidigt bestämd. År 1905 blev han löjtnant i tredje järnvägsregementet i Berlin och Hanau, 1912 pionjärflygare i Tyska kejsarrikets flygtrupper och därmed medlem av Die Alten Adler.
Som löjtnant i det kejserliga livgardet och var under första världskriget stationerad i garnisonsstaden Garoua i den då tyska kolonin Kamerun. Han medverkade där till att bygga befästningar till skydd för attacker från den närliggande brittiska kolonin Nigeria. År 1915 blev han krigsfånge under britterna, men blev genom schweiziskt bistånd befriad och kunde återvända till Tyskland. Fram till 1919 deltog han i strider i Ryssland och Turkiet. 
Den brittiska krigsfångenskapen tycks ha ökat hans intresse för idrott och sport. Redan 1907 hade han tagit hem en boxboll från England och hade – trots att det var förbjudet för officerare – under falskt namn tränat sport enligt brittisk tradition. För att ha råd att skaffa gymnastikutrustning bodde han spartanskt. Han hårdtränade nattetid i alla väder.
Från 1919 till 1924 var Surén ledare och lärare vid Heeressportschule Wünsdorf nära Berlin. Här skapade han nya former för gymnastik med medicinboll. Senare var han verksam som inspektör ("Oberstarbeitsführer") för fysisk utbildning. År 1920 gifte han sig med Aenne Bodenstein, men äktenskapet förblev barnlöst. År 1924 avslutade han militärkarriären som major och har beskrivit sina krigsupplevelser i boken Kampf um Kamerun.
Från 1924 var han verksam som flitig och framgångsrik författare av gymnastik- och idrottslitteratur, tydligt påverkad av tidens livsreformrörelse. Hans utgångspunkt var att träning skulle ske i nakenhet – vilket det grekiska ordet ”gymnastik” just betyder. Hans inriktning var att locka de unga till ett sunt friluftsliv, till hälsosam, hård fysisk träning och med en gymnastik och idrott som grundade sig på enkelhet och på en naturnära inriktning. 
I sin mest berömda bok Der Mensch und die Sonne (Människan och solen), 1924, gav han en bred bild av sitt tänkande kring sport, idrott, gymnastik, hälsa, nakenhet och friluftsliv under solen. Boken blev under flera år en bestseller, och fick spridning över hela världen. Redan de första åren hade den tryckts i 61 upplagor, och i slutet av andra världskriget hade den sålts i 250 000 exemplar. Även den engelska upplagan sålde i stora upplagor.
Hans Surén var länge sympatiskt inställd till socialisten Adolf Kochs program för gymnastik och kroppskultur, och före 1933, då han blev medlem i NSDAP, var hans skrifter helt fria från rasism av det slag som exempelvis fanns i Richard Ungewitters skrifter. Men han upplevde gymnastikteoretikern Jørgen Peter Müller som en konkurrent, vilket kan ha styrt hans agerande.
Surén var på 1930-talet en brett uppskattad författare i Tyskland. Även Adolf Hitler hade uppmärksammat Der Mensch und die Sonne och var positiv. År 1936 utkom en starkt reviderad upplaga av boken under titeln Mensch und Sonne – Arisch-olympischer Geist med många citat från Adolf Hitler, Joseph Goebbels och Alfred Rosenberg. Det är okänt som ledde Surén till denna rasistiska omformulering av boken, det är möjligt att detta inte var helt frivilligt. Och detta följdes av konflikter. Några år senare anklagades Surén för att ha använt en falsk titel och han uteslöts från NSDAP 1942. Han dömdes även för offentlig masturbation till böter. och tillbringade nazistregimens sista år i Brandenburg-fängelset.
Efter 1945 blev Hans Surén pensionerad och arbetade med ett stort filosofiskt arbete, Sinn unseres Lebens (Betydelsen av vårt liv), men det är inte känt om boken blev färdig och tryckt. Surens böcker uppfattas som allmänt sakliga och anses ha givit den tyska FKK-rörelsen många nya anhängare: Trots att Surén själv aldrig tillhört någon naturistförening blev han 1952 utnämnd till hedersmedlem i den tyska naturistorganisationen Deutscher Verband für Freikörperkultur.